# Juscelinomys guaporensis
Juscelinomys guaporensis là một loài động vật có vú trong họ Cricetidae, bộ Gặm nhấm. Loài này được Emmons miêu tả năm 1999.